# Lleteresa de platja
La lleteresa de platja, lleteresa marina o lletrera marítima (Euphorbia paralias) és una espècie de planta de la família Euphorbiaceae.

## Distribució i hàbitat

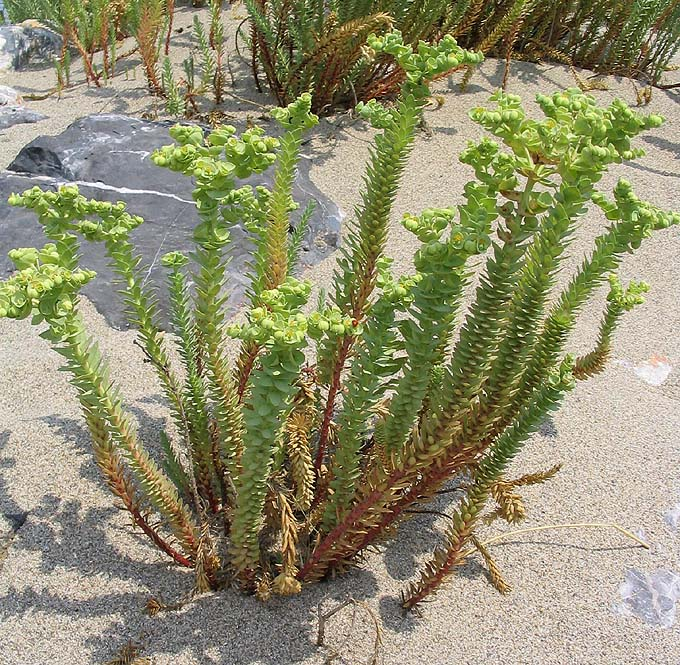
Lleteresa de platja. Mata jove

Es troba a primera línia de costa de moltes zones temperades d'Euràsia, del mar Negre fins a la costa occidental del Marroc. Es va estendre Austràlia, a on es considera una espècie invasora.
La lleteresa de platja és una planta halòfita, que li agrada la sal. És també una planta psammòfila (amiga de la sorra) que viu preferentment a les zones sorrenques i dunes de la costa, per això també es coneix amb els noms vulgars de lleteresa de sorral i lleteresa de les dunes. Tot i així és possible trobarla també a zones pedregoses del litoral.
Generalment la lleteresa de platja és considerada com a mala herba. Malgrat això és una planta que, junt amb el borró (Ammophila arenaria), té un paper molt important en la colonització i fixació de dunes costaneres. No cal subestimar tampoc la protecció que ofereix en un ecosistema sovint hostil, proveint un hàbitat essencial per a molts animals de la zona, com insectes, crancs, aranyes i aus marines.

## Morfologia

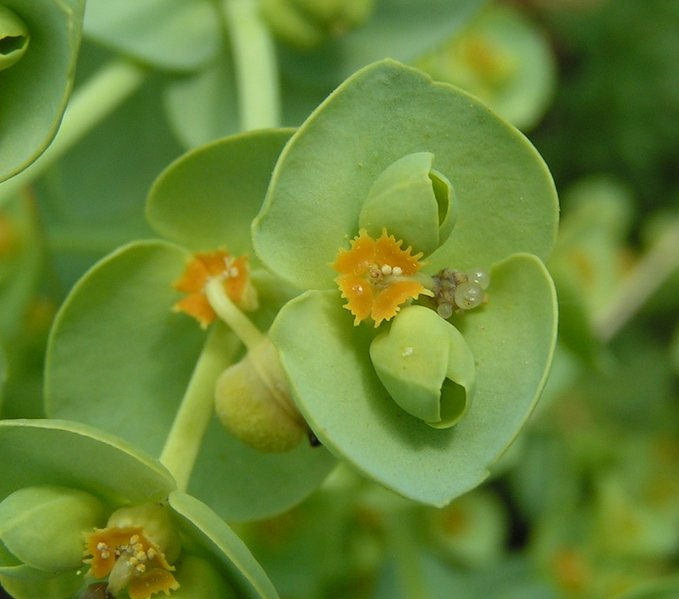
Detall de les flors o ciatis

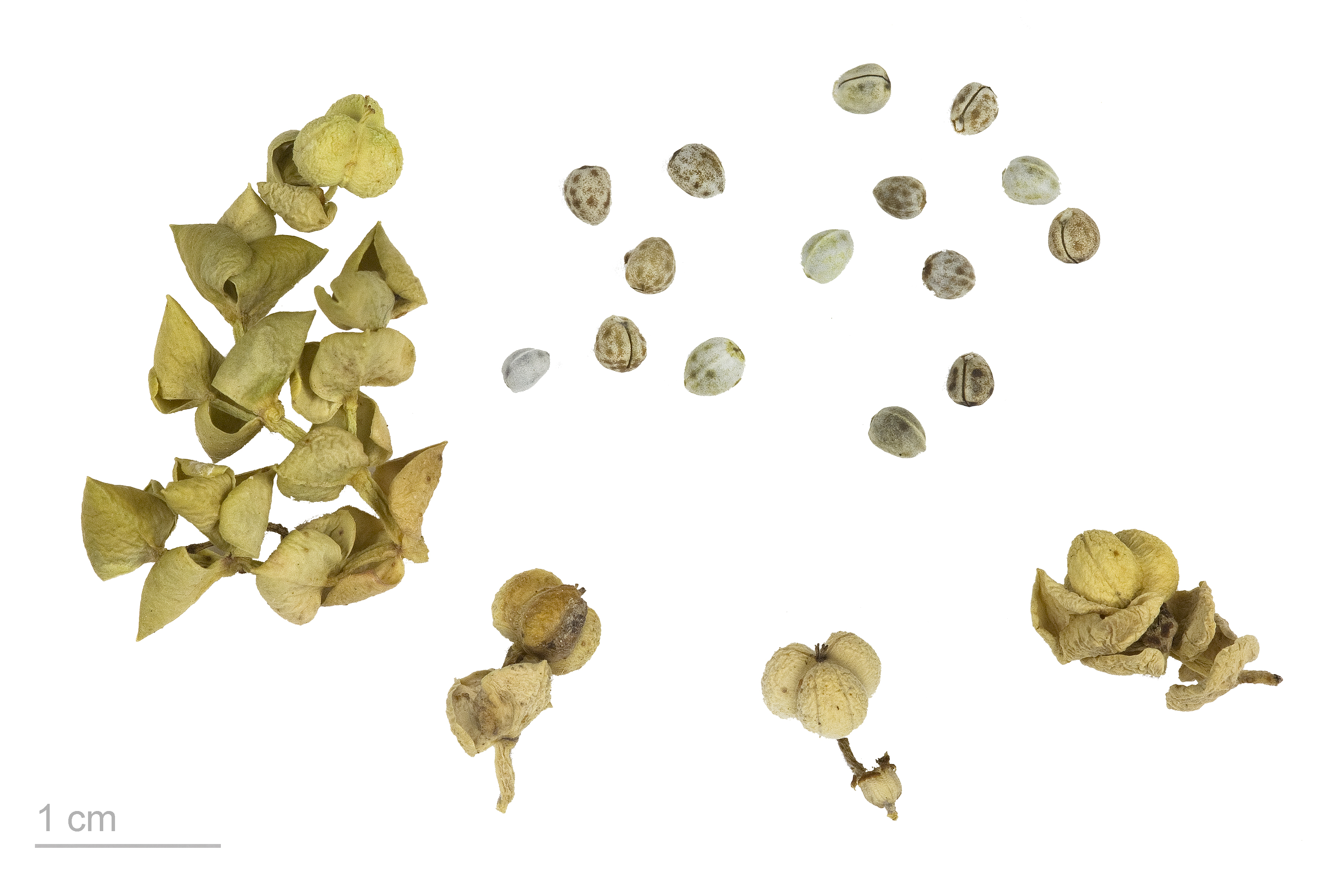
Euphorbia paralias

És una planta herbàcia perenne hemicriptòfita que creix fins a una alçada d'entre 30 i 70 cm. Forma mates petites. Les fulles són glauques de color verd a verd blavós, rígides i dirigides cap amunt, cobrint la tija. La lleteresa de platja floreix de maig a octubre. La inflorescència és de color verd groguenc i està formada per radis bastant curts. Les glàndules nectaríferes del ciati són de color groc a taronja i tenen forma de ronyó. Les càpsules són rugoses. Les llavors fan uns 5 mm. Contenen un 40% d'olis greixos i floten, estenent-se a altres sorrals costaners portats pels corrents marins litorals. Tot i així són generalment distribuïts a través dels insectes, principalment les formigues (mirmecocòria).

## Paisatgisme
Actualment la lleteresa de platja és una planta d'interès paisatgístic que es fa servir com a planta ornamental als jardins de les urbanitzacions de la costa. És una planta ideal quan hom vol un efecte de "flora local" del Mediterrani i hom vol estalviar aigua, car és una planta agraïda i molt resistent. Les mates d'aquesta lleteresa queden força bé entre roques i al peu dels murs dels xalets.

## Toxicitat i usos medicinals
Com altres plantes similars del gènere eufòrbia la lleteresa de platja produeix una resina blanca o làtex molt tòxica.
Coneguda vulgarment com a "llet" la resina de lleteresa s'utilitzava antigament com a metzina, com a laxant, com a antisèptic i per tractar berrugues a l'herboristeria tradicional.

## Espècies relacionades
- Lleteresa de les Pitiüses (Euphorbia pithyusa), espècie similar però de menors dimensions. Es reconeix perquè les fulles mortes a la base de les tiges, s'assequen sense caure a terra i dirigint les puntes cap avall.[4]

Contràriament a la lleteresa de platja els fruits de la lleteresa de les Pitiüses són de càpsula llisa amb llavors alveolades. Viu a penya-segats litorals i sòls pedregosos i pot créixer a l'interior, no tan a prop del mar.